# 大舞獅—關聖宮
《大舞狮-关圣宫》（英語：The Great Lion Kun Seng Keng）是一部2014年马来西亚动作片，改编自麻坡关圣宫舞狮团真人真事。該片由赖健雄執導，柯有伦、郭晓冬、陈观泰、许亮宇等人主演，於2014年5月29日在马来西亚上映。

## 外部連結
- 互联网电影数据库（IMDb）上《大舞獅—關聖宮》的资料（英文）
- 豆瓣电影上《大舞獅—關聖宮》的資料 （简体中文）